# Visões feministas sobre a indústria do sexo
Perspectivas feministas sobre o mercado do sexo variam amplamente, dependendo do tipo de feminismo aplicado. O mercado do sexo é definido como o sistema de oferta e demanda que é gerado pela existência do trabalho sexual como mercadoria. O mercado do sexo pode ser ainda segregado em: o mercado do sexo direto, que se aplica principalmente à prostituição, e o mercado do sexo indireto, que se refere a negócios sexuais que prestam serviços como a dança do colo. O componente final do mercado do sexo reside na produção e venda de pornografia. Com as distinções entre as perspectivas feministas, existem muitos exemplos documentados por autoras feministas – tanto de posições feministas explícitas quanto implícitas – que abordam o mercado do sexo no que diz respeito tanto às atividades sexuais "autônomas" quanto às "não autônomas". As citações são adicionadas pois algumas ideologias feministas acreditam que a mercantilização do corpo das mulheres nunca é autônoma e, portanto, subversiva ou enganosa em termos de terminologia.
Existe uma diversidade de visões feministas sobre a prostituição. Muitas dessas posições podem ser organizadas de forma geral em uma perspectiva abrangente que é geralmente crítica ou favorável à prostituição e ao trabalho sexual. O discurso em torno da prostituição é frequentemente debatido assumindo que as trabalhadoras do sexo são mulheres, mas as pessoas envolvidas no trabalho sexual e na prostituição nem sempre são mulheres.
As feministas anti-prostituição sustentam que a prostituição é uma forma de exploração das mulheres e de dominação masculina sobre elas, e o resultado da ordem social patriarcal existente. Essas feministas argumentam que a prostituição tem um efeito extremamente negativo, tanto sobre as próprias prostitutas quanto sobre a sociedade como um todo, pois reforça visões estereotipadas sobre as mulheres, que são vistas como objetos sexuais a serem usados e abusados por homens.

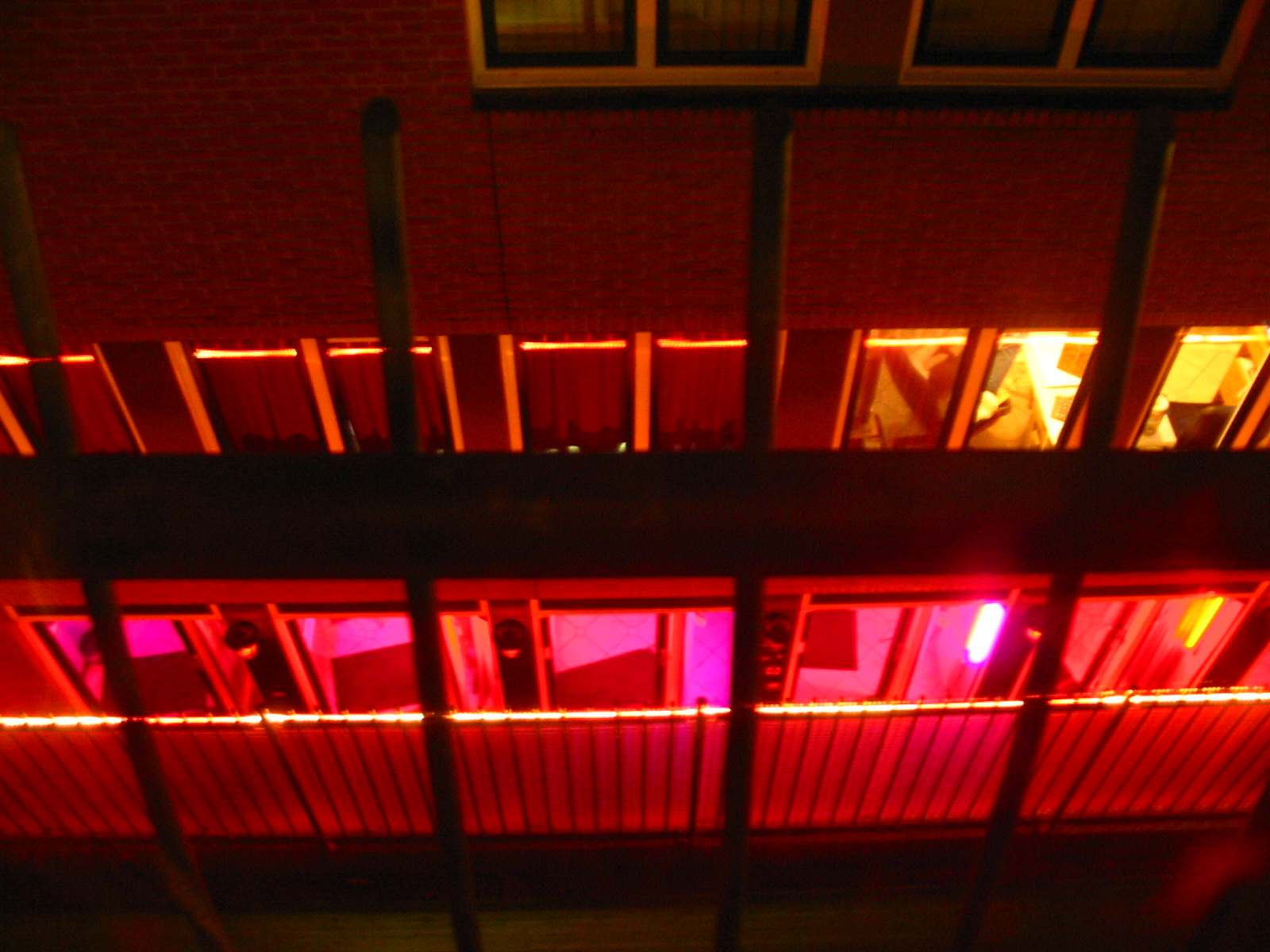
O Bairro da Luz Vermelha em Amsterdã

Feministas pró-prostituição sustentam que a prostituição e outras formas de trabalho sexual podem ser escolhas válidas para mulheres e homens que optam por se engajar nessa atividade. Nessa perspectiva, a prostituição deve ser diferenciada da prostituição forçada, e as feministas devem apoiar o ativismo dos trabalhadores do sexo contra abusos tanto por parte da indústria do sexo quanto do sistema legal.
O desacordo entre essas duas posições feministas tem se mostrado particularmente controverso, e pode ser comparado às guerras sexuais feministas (debates acirrados sobre questões sexuais) do final do século XX.

## Enquadrando o debate
Newman e White, em O Poder das Mulheres e a Política Pública (2012), argumentam que as perspectivas feministas sobre a prostituição concordam em três pontos principais: "Primeiro, elas condenam a atual política legal que impõe sanções criminais contra mulheres que oferecem sexo em troca de dinheiro. Segundo, elas concordam que o consentimento autêntico é o sine qua non do sexo legítimo, seja na forma comercial ou não comercial. Terceiro, todas as feministas reconhecem que as trabalhadoras do sexo comercial estão sujeitas à coerção econômica e frequentemente são vítimas de violência, e que pouco se faz para enfrentar esses problemas.":247
Eles prosseguem identificando três principais visões feministas sobre a questão da prostituição:
- A perspectiva do trabalho sexual sustenta que a prostituição é uma forma legítima de trabalho para mulheres que se deparam com a opção de outros empregos precários, portanto, as mulheres deveriam ter o direito de trabalhar no mercado do sexo sem sofrer perseguição ou temor de processos. Além disso, defende que os governos deveriam eliminar as leis que criminalizam a prostituição voluntária, o que permitiria que a prostituição fosse regulada pelos governos e códigos comerciais, protegendo os trabalhadores do sexo e melhorando a capacidade de processar aqueles que os prejudicam.[7]:248
- A perspectiva abolicionista sustenta que os governos devem trabalhar para a eliminação da prostituição.[7]:248[7]:248
- A perspectiva fora da lei vê o trabalho no mercado do sexo como um "trampolim para uma carreira melhor ou uma expressão de liberdade sexual".[7]:248

## Argumentos contra a prostituição
Muitas feministas são fortemente contra a prostituição, pois veem essa prática como uma forma de violência contra as mulheres, que não deve ser tolerada pela sociedade.[carece de fontes?] Feministas que sustentam tais visões sobre a prostituição incluem Kathleen Barry, Melissa Farley, Julie Bindel, Sheila Jeffreys, Catharine MacKinnon, Andrea Dworkin e Laura Lederer. Seus argumentos contra a prostituição são explicados e detalhados a seguir.

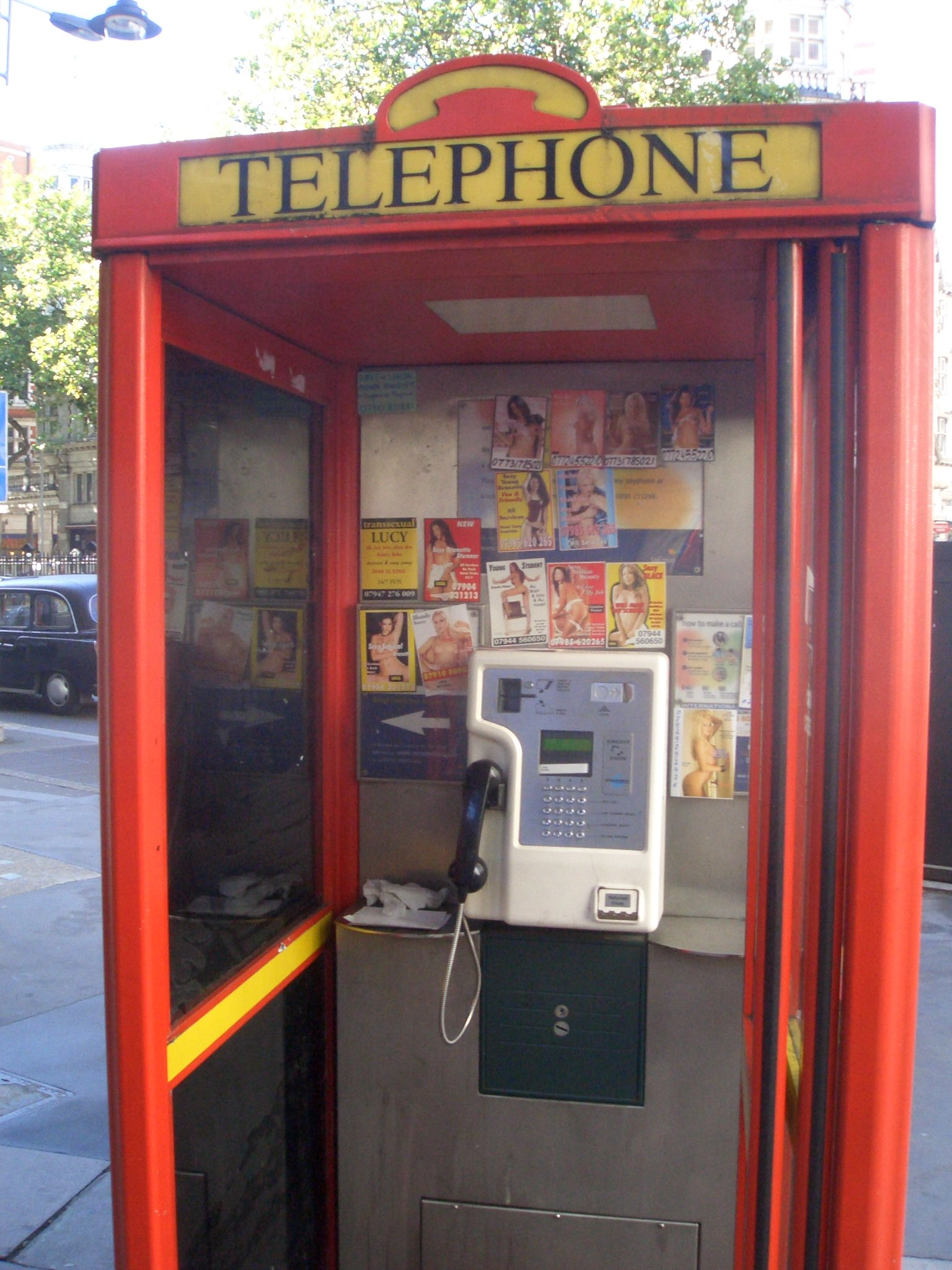
Anúncios de prostitutas preenchem uma cabine telefônica

### Coerção e pobreza
Ver também
Essas feministas argumentam que, na maioria dos casos, a prostituição não é uma escolha consciente e calculada. Afirma-se que a maioria das mulheres que se torna prostituta o faz porque foram forçadas ou coagidas por um proxeneta ou por tráfico de seres humanos, ou, quando é uma decisão independente, geralmente resulta de extrema pobreza e falta de oportunidades, ou de problemas subjacentes sérios, como dependência de drogas, traumas passados (como abuso sexual infantil) e outras circunstâncias infelizes.[carece de fontes?]
Essas feministas apontam que as mulheres das classes socioeconômicas mais baixas — mulheres empobrecidas, mulheres com baixo nível de escolaridade e mulheres das minorias raciais e étnicas mais desfavorecidas — estão super-representadas na prostituição em todo o mundo; como afirmou Catherine MacKinnon: "Se a prostituição é uma escolha livre, por que as mulheres com menos opções são as que mais frequentemente se encontram exercendo-a?" Uma grande porcentagem das prostitutas pesquisadas em um estudo com 475 pessoas envolvidas na prostituição relatou que estava passando por um período difícil em suas vidas e que a maioria desejava abandonar a ocupação. MacKinnon argumenta que "na prostituição, as mulheres fazem sexo com homens com os quais nunca teriam relações de outra forma. O dinheiro, assim, atua como uma forma de força, e não como uma medida de consentimento. Ele age como a força física age em casos de estupro."
Alguns estudiosos anti-prostituição defendem que o verdadeiro consentimento na prostituição não é possível. Barbara Sullivan afirma: "Na literatura acadêmica sobre prostituição, há muito poucos autores que argumentam que um consentimento válido para a prostituição é possível. A maioria sugere que o consentimento para a prostituição é impossível, ou pelo menos improvável." "[...] a maioria dos autores sugere que o consentimento para a prostituição é profundamente problemático, se não impossível [...] a maioria dos autores argumentou que o consentimento para a prostituição é impossível. Para feministas radicais, isso se deve ao fato de que a prostituição é sempre uma prática sexual coercitiva. Outros simplesmente sugerem que a coerção econômica torna o consentimento sexual dos trabalhadores do sexo altamente problemático, senão impossível...".
Por fim, os abolicionistas acreditam que nenhuma pessoa pode ser considerada como tendo verdadeiramente consentido com sua própria opressão, e que ninguém deveria ter o direito de consentir com a opressão de outros. Nas palavras de Kathleen Barry, o consentimento não é "uma boa ferramenta de adivinhação quanto à existência de opressão, e o consentimento para a violação é um fato da opressão. A opressão não pode ser efetivamente medida de acordo com o grau de 'consentimento', já que mesmo na escravidão houve algum consentimento, se este for definido como a incapacidade de ver qualquer alternativa."

### Efeitos a longo prazo sobre as prostitutas
Feministas anti-prostituição argumentam que a prostituição é uma prática que conduz a sérios efeitos negativos a longo prazo para as prostitutas, tais como trauma; estresse; depressão; ansiedade; automedicação por meio do uso de álcool e drogas; transtornos alimentares; e um risco maior de autoagressão e suicídio, porque a prostituição é uma prática exploradora, que envolve uma mulher que faz sexo com clientes pelos quais não sente atração, expondo rotineiramente as mulheres a violência psicológica, física e violência sexual.
Andrea Dworkin declarou suas opiniões: "A prostituição, em si, é um abuso do corpo de uma mulher. Nós, que afirmamos isso, somos acusadas de ser simplórias. Mas a prostituição é muito simples. [...] Na prostituição, nenhuma mulher permanece inteira. É impossível usar um corpo humano da mesma forma que os corpos das mulheres são usados na prostituição e ter um ser humano inteiro ao final dela, ou no meio, ou próximo do início. É impossível. E nenhuma mulher se torna inteira novamente depois."Predefinição:Weight

### Dominação masculina sobre as mulheres
Feministas anti-prostituição são extremamente críticas às perspectivas sex-positivas, nas quais a prostituição por escolha é considerada parte da libertação sexual das mulheres, podendo ser empoderadora para elas, etc.[carece de fontes?] Algumas feministas que se opõem à prostituição concordam que a libertação sexual para as mulheres fora da prostituição é importante na luta pela igualdade de gênero, mas afirmam que é crucial que a sociedade não substitua uma visão patriarcal da sexualidade feminina – por exemplo, que as mulheres não devem ter relações sexuais fora do casamento/de um relacionamento e que o sexo casual é vergonhoso para uma mulher, etc. – por outra visão igualmente opressiva e patriarcal – a aceitação da prostituição, uma prática sexual baseada em um construto altamente patriarcal da sexualidade: que o prazer sexual de uma mulher é irrelevante, que seu único papel durante o sexo é submeter-se às demandas sexuais do homem e fazer o que ele lhe ordenar, que o sexo deve ser controlado pelo homem e que a resposta e satisfação da mulher são irrelevantes. Essas feministas argumentam que a libertação sexual para as mulheres não pode ser alcançada enquanto práticas sexuais desiguais, nas quais um homem domina uma mulher, forem normalizadas.
Essas feministas veem a prostituição como uma forma de dominação masculina sobre as mulheres, já que o cliente mantém relações sexuais com uma mulher que não desfruta da experiência e que pode estar fazendo um enorme esforço psicológico para se dissociar mentalmente dele. Afirmam que o ato da prostituição não é um ato sexual mútuo e igualitário, pois coloca a mulher em posição subordinada, reduzindo-a a um mero instrumento de prazer sexual para o cliente. Acreditam que muitos clientes utilizam os serviços das prostitutas porque desfrutam da "sensação de poder" que obtêm com o ato e do controle que exercem sobre a mulher durante a atividade sexual. Catharine MacKinnon argumenta que a prostituição "não é apenas sexo, é você faz o que eu digo, sexo."
Para essas feministas, a prostituição é vista como resultado de uma ordem social patriarcal que subordina as mulheres aos homens e onde a desigualdade de gênero está presente em todos os aspectos da vida. Acreditam que a prostituição é extremamente prejudicial à sociedade, pois reforça a ideia de que as mulheres são objetos sexuais existentes para o deleite dos homens, que podem ser "comprados" e "usados" exclusivamente para a gratificação sexual masculina. As feministas anti-prostituição argumentam que, quando uma sociedade aceita a prostituição, envia a mensagem de que é irrelevante como a mulher se sente durante o sexo ou quais serão as consequências para ela, e que é aceitável que um homem se envolva em atividade sexual com uma mulher que não a desfruta e que pode estar se forçando mental e emocionalmente para lidar com isso; a normalização de encontros sexuais tão desequilibrados pode afetar negativamente a forma como os homens se relacionam com as mulheres em geral e aumentar a violência sexual contra elas.[carece de fontes?]
Essas feministas veem a prostituição como uma forma de escravidão, e afirmam que, longe de diminuir as taxas de estupro, a prostituição leva a um acentuado aumento na violência sexual contra as mulheres, ao enviar a mensagem de que é aceitável que um homem trate uma mulher como um instrumento sexual sobre o qual ele possui controle total. Melissa Farley argumenta que a alta taxa de estupro em Nevada está relacionada à prostituição legal, pois Nevada é o único estado dos EUA que permite bordéis legais e está classificado em quarto lugar entre os 50 estados norte-americanos em crimes de agressão sexual, afirmando: "A taxa de estupro em Nevada é superior à média dos EUA e muito superior à taxa de estupro na Califórnia, Nova York e Nova Jersey. Por quê? A prostituição legal cria um ambiente neste estado no qual as mulheres não são tratadas como seres humanos iguais, são desrespeitadas pelos homens, e isso estabelece o cenário para o aumento da violência contra as mulheres."

### Uma consequência e correlato da violência contra as mulheres
Algumas feministas, incluindo muitas que se identificam como apoiadoras da abolição da prostituição, veem a venda de sexo como um possível efeito secundário da violência contra as mulheres. Quem defende essa posição cita estudos sobre a violência vivenciada por mulheres na prostituição antes de ingressarem nela. A maioria (60% a 70%) foi abusada sexualmente na infância, 65% foram estupradas, a maioria antes dos 15 anos, e muitas jovens e meninas ingressam na prostituição diretamente do sistema de assistência estatal, pelo menos na Inglaterra, Noruega, Austrália e Canadá.
Os abolicionistas da prostituição também se opõem às altas taxas de violência contra as mulheres na indústria do sexo. Estudos com mulheres na prostituição mostram que um nível extremamente alto de violência é perpetrado contra elas. Os números variam entre os estudos. Um estudo representativo mostrou que 82% dos entrevistados haviam sido fisicamente agredidos desde que ingressaram na prostituição, 55% desses por clientes. Além disso, 80% haviam sido ameaçadas fisicamente enquanto estavam na prostituição, 83% dessas ameaças envolveram o uso de armas. 8% relataram ataques físicos por proxenetas e clientes que resultaram em ferimentos graves, por exemplo, ferimentos por arma de fogo e ferimentos por faca. 68% relataram ter sido estupradas desde que ingressaram na prostituição, 48% mais de cinco vezes e 46% relataram estupros cometidos por clientes. Finalmente, 49% informaram que foi feita pornografia com elas enquanto estavam na prostituição e 32% ficaram perturbadas por uma tentativa de fazê-las reproduzir o que os clientes haviam visto na pornografia.
Além dos casos individuais de violência ou da história de violência sofrida pela maioria das mulheres na prostituição, os abolicionistas da prostituição veem a própria prostituição como uma forma de violência masculina contra mulheres e crianças.
Os abolicionistas da prostituição também citam semelhanças entre a prostituição e a violência contra as mulheres. Farley, Lynne e Cotton (2005) argumentam que a prostituição se assemelha mais à agressão física porque envolve, de maneira semelhante, um padrão de comportamento coercitivo e de comportamento controlador (por proxenetas, intermediários e traficantes, bem como por clientes) que resulta no controle das mulheres na prostituição. Pesquisas conduzidas por Giobbe (1993) encontraram semelhanças no comportamento de proxenetas e agressores, em particular, através do uso de isolamento social imposto, ameaças, intimidação, abuso verbal e sexual, atitudes de posse e violência física extrema. Algumas prostitutas argumentam que a prostituição apresenta semelhanças com o estupro, pois é uma forma de sexualidade inteiramente controlada pelo cliente, assim como o estupro é uma forma de sexualidade na qual o estuprador controla a interação, desconsiderando os desejos, o bem-estar físico ou a dor emocional da vítima.

### A natureza racializada e de classes da prostituição
Os abolicionistas da prostituição frequentemente analisam os fatores de classe e raça ao formular seus argumentos contra a prostituição, a fim de avaliar o poder detido pelo cliente Ou seja, elas veem a prostituição como compelida por múltiplas formas de poder social opressivo, e não apenas pelo sexismo contra as mulheres. Alguns analistas sobre questões de direitos humanos relacionadas à prostituição, como Sigma Huda em seu relatório para a Comissão de Direitos Humanos das Nações Unidas, também adotam essa abordagem:

O ato da prostituição, por definição, une duas formas de poder social (sexo e dinheiro) em uma única interação. Em ambos os domínios (sexualidade e economia), os homens detêm um poder substancial e sistemático sobre as mulheres. Na prostituição, essas disparidades de poder se fundem em um ato que tanto atribui quanto reafirma o status social dominante dos homens sobre o status subordinado das mulheres. A demanda por sexo comercial é frequentemente fundamentada adicionalmente em disparidades de poder social relativas à raça, nacionalidade, casta e cor.

 Os abolicionistas atribuem a prostituição à relativa falta de recursos econômicos das mulheres. A globalização e o neoliberalismo exacerbaram as relações econômicas já desiguais, inclusive reduzindo os gastos sociais em países do Norte e ex-países socialistas, e aumentando a demanda por mão de obra barata, inclusive na prostituição, tanto em países do Sul quanto do Norte. Combinado com a discriminação salarial e de tipo de emprego, o assédio sexual no ambiente de trabalho e o ônus excessivo de cuidar de crianças, idosos e pessoas doentes, as mulheres estão em desvantagem econômica significativa na estrutura atual. A pobreza é o maior fator de "empurrão" que torna as mulheres vulneráveis a aceitar a prostituição como meio de subsistência.
Além disso, o racismo molda a entrada das mulheres na prostituição, tanto porque as torna mais vulneráveis quanto porque os clientes demandam mulheres racializadas. O racismo nos sistemas de educação, econômico e político afeta as escolhas das mulheres de cor. Ademais, a sexualização racista – por meio, em particular, da pornografia – de mulheres negras e asiáticas como hipersexualizadas e submissas ou de outra forma disponíveis para a prostituição contribui para a demanda por mulheres especificamente racializadas. Casas de massagem, casas de strip-tease e outros estabelecimentos de prostituição frequentemente estão localizados em bairros pobres e racializados, encorajando os clientes a vasculhar esses bairros em busca de mulheres, tornando todas as mulheres nesses locais vulneráveis ao assédio relacionado à prostituição e mais propensas a aceitar tal uso como normal.
Mulheres indígenas ao redor do mundo são particularmente visadas para a prostituição. No Canadá, Nova Zelândia, México e Taiwan, estudos demonstraram que as mulheres indígenas estão no fundo da hierarquia racial e de classes na prostituição, frequentemente sujeitas às piores condições, às demandas mais violentas e vendidas pelo preço mais baixo. É comum que as mulheres indígenas estejam super-representadas na prostituição em relação à sua população total. Isso resulta das forças combinadas do colonialismo, do deslocamento físico de terras ancestrais, da destruição da ordem social e cultural indígena, da misoginia, da globalização/neoliberalismo, da discriminação racial e dos níveis extremamente elevados de violência perpetrada contra elas. A Aboriginal Women's Action Network, uma organização abolicionista no Canadá, observou especificamente que, como a prostituição das mulheres indígenas resulta e reforça um ódio extremo contra elas, nenhum regime de legalização (que expandiria a indústria e aprisionaria mais mulheres) pode ser seguro para as mulheres indígenas. A prostituição só pode prejudicar ainda mais essas mulheres.

### Proibição da compra de serviços sexuais
Em 1999, a Suécia se tornou o primeiro país a tornar ilegal pagar por sexo, mas não a prostituição (o cliente comete um crime, mas não a prostituta). Leis semelhantes foram aprovadas na Noruega (em 2009) e na Islândia (em 2009). Em fevereiro de 2014, os membros do Parlamento Europeu votaram, em uma resolução não vinculativa (aprovada por 343 votos contra 139, com 105 abstenções), a favor do "Modelo Sueco" de criminalizar a compra, mas não a venda, de sexo. Em 2014, o Conselho da Europa fez uma recomendação semelhante, afirmando que "embora cada sistema apresente vantagens e desvantagens, as políticas que proíbem a compra de serviços sexuais são aquelas que têm mais probabilidade de impactar positivamente na redução do tráfico de seres humanos".
Durante 2011, o recém-eleito governo da Dinamarca começou a discutir a possibilidade de proibir a compra de serviços sexuais. Enquanto, em 2009, houve lobby para tal lei na Hungria.
Essas leis são uma extensão natural das visões das feministas que se opõem à prostituição. Tais feministas rejeitam a ideia de que a prostituição pode ser reformada e se opõem a qualquer abordagem de redução de danos. Trisha Baptie, uma ex-prostituta canadense, que agora se opõe à indústria e faz lobby pela criminalização da compra de serviços sexuais, escreveu: "Redução de danos? Você não pode tornar a prostituição 'mais segura'; a prostituição é violência em si mesma. É estupro, o dinheiro apenas apazigua a culpa dos homens," "Uma das coisas mais "sex-positivas" que se pode fazer é garantir que os homens não possam comprar sexo, porque a compra de sexo é violência contra as mulheres e um impedimento direto à igualdade feminina."
Essas feministas veem a prostituição como uma forma de violência contra as mulheres e condenam veementemente o argumento comum pró-legalização de que "a prostituição sempre existiu e nunca desaparecerá", argumentando que outros atos violentos – como assassinato, estupro e abuso sexual infantil – também sempre existiram e nunca serão erradicados, e que isso não é razão para legalizá-los. Argumentam ainda que a ideia de legalizar a prostituição para controlá-la e "torná-la um pouco melhor" e reduzir os danos não difere da ideia de legalizar a violência doméstica para controlá-la e "torná-la um pouco melhor" e reduzir os danos.

## Respostas feministas ao mercado do sexo

### Feminismo radical
O feminismo radical vê a prostituição, e por extensão o mercado do sexo, como a demonstração ideal de que as mulheres estão subordinadas e sujeitas à violência por meio das demandas de mercado do patriarcado. A notável feminista radical Andrea Dworkin argumenta que a subordinação sexual das mulheres deve ser superada para que se alcance a igualdade de gênero. O mercado do sexo, que transforma o corpo da mulher em mercadoria, é, portanto, incompatível com o feminismo radical. Algumas feministas radicais argumentam que o mercado do sexo, ao romper a barreira entre a atividade sexual e a comercialização, degrada a autonomia sexual que socialmente é atribuída às mulheres. A falta de autonomia no mercado do sexo decorre do tratamento desumano que as trabalhadoras do sexo frequentemente enfrentam, da discrepância de poder social e econômico entre os consumidores e os provedores de serviços e conteúdos sexuais, e da perpetuação da subordinação das mulheres por meio da alta demanda do mercado do sexo. Isso está de acordo com a visão que as feministas radicais têm sobre as sociedades capitalistas como possuidoras de uma economia "moral", na qual as ações economicamente permitidas incorporam crenças sociais sobre a autonomia individual. No âmbito dos apelos morais, o mercado do sexo cumpre de maneira inequívoca e inquestionável suas obrigações para com os consumidores, às custas da autonomia sexual feminina.

### Feminismo liberal
O feminismo liberal vê uma sociedade capitalista democracia como capaz e inclinada a promulgar leis que protejam os direitos individuais no que se refere à discriminação de gênero, e isso inclui a proteção das mulheres que trabalham nos mercados do sexo. Como argumenta a autora feminista Martha Nussbaum, a razão pela qual os mercados do sexo apresentam tantos casos de autonomia feminina comprometida e bem-estar sexual prejudicado deve-se à estigmatização social enraizada no medo da expressão sexual feminina, e os serviços do mercado do sexo devem ser respeitados como qualquer outra forma de trabalho. O argumento de Nussbaum conclui que a estigmatização dos mercados do sexo impacta diretamente e negativamente apenas os trabalhadores do sexo, sem abordar a opressão social subjacente contra as mulheres. Há divergência entre as feministas liberais quanto a saber se o trabalho sexual é degradante para as mulheres, mas geralmente concorda-se que a legalização do mercado do sexo seria positiva, pois concederia às mulheres que nele trabalham maiores proteções sob o sistema legal – oferecendo espaços de trabalho mais seguros e permitindo que o governo limite e regule práticas inseguras e exploradoras contra os trabalhadores do sexo. A legalização do trabalho sexual também concede aos trabalhadores do sexo a autonomia para decidir o que desejam fazer com seus corpos, o que é um princípio do feminismo liberal.

### Feminismo de dominação
O feminismo de dominação sustenta que a estrutura política, social e econômica do mundo é discriminatória contra as mulheres em razão dos esforços concertados do patriarcado, e, portanto, a discriminação contra as mulheres nos mercados do sexo se manifesta como um subproduto da dominação masculina. Conforme sustenta a autora feminista de dominação Catharine A. MacKinnon, o mercado do sexo não pode ser visto como feminista, uma vez que a dominação sexual dos homens sobre as mulheres é o principal fator sobre o qual o mercado funciona. A prostituição e o mercado do sexo são vistos de forma mais ampla como um estado no qual todas as mulheres são involuntariamente inseridas, devido à sexualidade feminina ser o objeto por meio do qual os homens podem negociar e legislar. Devido à natureza do mercado do sexo – que vende principalmente conteúdos produzidos por mulheres ou corpos femininos, frequentemente intermediados por homens – a prostituição e a pornografia representam as formas mais elevadas de exploração das mulheres. Feministas de dominação também podem ver a prostituição como intrinsecamente negativa, acreditando que a autoexpressão das mulheres por meio da sexualidade jamais pode ser vendida sem que a percepção do patrono sobre a mercadoria seja discriminatória em relação à autonomia feminina.

## Perspectivas pró-trabalho sexual
Para contrariar diretamente a visão da prostituição como opressão das mulheres, alguns estudiosos e feministas manifestaram suas opiniões em apoio à prostituição e a outras formas de trabalho sexual. Esse apoio baseia-se em ideias de empoderamento econômico, independência e autonomia de escolha, comparações com o papel sexual no casamento e no desafio às noções sociais antiquadas sobre a expressão adequada da sexualidade feminina.

### Proponentes e grupos de apoio
Ativistas e estudiosos que são proponentes da posição pró-trabalho sexual incluem: Margo St. James, Norma Jean Almodovar, Kamala Kempadoo, Laura María Agustín, Annie Sprinkle, Carol Leigh (também conhecida como Scarlot Harlot), Carol Queen, Amin Yacoub e Audacia Ray.
Para auxiliar mulheres não envolvidas no "trabalho tradicional feminino", o movimento pró-trabalho sexual foi formado para criar um ambiente de apoio às trabalhadoras do sexo. Grupos ativistas sociais como The Red Thread, fundado em 1985, buscam educar o público, fornecer assistência legal e médica às trabalhadoras do sexo e ajudar a organizá-las em grupos para que possam se proteger melhor e se tornarem defensoras. Feministas liberais e grupos como The Red Thread, The International Committee for Prostitutes (ICPR) e COYOTE buscam garantir que o trabalho sexual seja visto como uma escolha válida que as mulheres possam fazer sem forças abertamente opressoras.

### Empoderamento econômico
Uma visão é que o trabalho sexual não só empodera as mulheres, como lhes proporciona maiores oportunidades de avanço financeiro. Existem proponentes do empoderamento feminino através do trabalho sexual tanto entre feministas liberais quanto entre radicais. As feministas liberais veem a prostituição como a venda de sexo unicamente para ganho econômico, e, portanto, não pode ser diferenciada de qualquer outra venda de bens. A venda de sexo consiste, em última análise, em um comprador e um vendedor tentando negociar o melhor acordo. Interferir nessa venda não seria apenas interferir nos direitos do comprador, mas também nos do vendedor. As mulheres que escolheram ingressar nesse campo não devem ser desvalorizadas nem ter sua escolha considerada inferior a outro tipo de emprego socialmente aceito. As feministas liberais argumentam que, embora a prostituição e o trabalho sexual possam não ser o emprego ideal para muitas mulheres, eles podem proporcionar um modo de vida e uma prosperidade que seriam de outra forma inatingíveis. O trabalho sexual pode ser visto como uma alternativa melhor do que trabalhar por salário mínimo ou em um campo que a sociedade definiu como "trabalho de mulher".

### Analogia com o casamento
O trabalho sexual e a prostituição têm sido frequentemente comparados a um casamento no qual o homem é o provedor, enquanto a mulher fica em casa e cuida da família.

### Legalização ou descriminalização
Ver também
Feministas que apoiam a legalização ou a descriminalização da prostituição argumentam que uma das falhas significativas da visão feminista radical anti‐prostituição é que a maioria de seus argumentos se baseia na suposição de que a própria prostituição é intrinsecamente permeada de sexismo, classismo e outras relações de poder desequilibradas. A própria instituição da prostituição é vista pelos abolicionistas como fundamentada nessas condições e, portanto, eles acreditam que a legalização ou a descriminalização apenas levará ao reforço dessas condições. As feministas pró‐trabalho sexual argumentam que essa suposição é falaciosa e que, embora a prostituição, como existe atualmente em nossa sociedade, possa ser misógina ou degradante em algumas manifestações, há um grave perigo em atribuir tais condições à própria prostituição. Elas afirmam que focalizar a prostituição como um todo desvia indevidamente a atenção para essa única instituição em nossa sociedade, em vez de se considerar a sociedade em geral e as instituições sociais, leis e práticas que levam à subordinação e opressão das mulheres. Nas últimas décadas, tem havido muitos debates entre feministas sobre como as leis relativas à prostituição devem ser reformadas. A maioria das feministas liberais, que analisam a prostituição a partir de uma perspectiva capitalista, apoia alguma forma de descriminalização ou legalização.[carece de fontes?]
Descriminalização é a remoção de todas as penalidades tanto para a prostituição em si quanto para todas as atividades necessárias para que as prostitutas exerçam seu trabalho, tais como publicidade, comunicação com clientes etc. Isso não significa a revogação de todas as leis relacionadas à prostituição, por exemplo, aquelas que existem contra forçar alguém à prostituição. Para fins de descriminalização, as Feministas pela Livre Expressão definem a palavra “prostituição” como qualquer atividade sexual consensual entre adultos na qual haja compensação; atos sexuais não consensuais ou perpetrados contra menores não são considerados prostituição, em sua visão. Em vez disso, elas preferem o termo “atos sexuais criminosos”.
Por outro lado, o termo legalização é geralmente utilizado no contexto da prostituição para se referir ao uso de leis criminais para regular a prostituição, determinando as condições legais sob as quais as prostitutas podem operar. A legalização pode significar desde controles rígidos sob um sistema controlado pelo Estado até simplesmente definir o funcionamento de uma indústria sexual privatizada. Geralmente, a legalização vem acompanhada de penalidades criminais rigorosas para qualquer pessoa que opere fora do quadro legal definido. Com a legalização, podem ser estabelecidas regras sobre onde a prostituição pode ocorrer (por exemplo, somente em bordéis licenciados pelo Estado), o que as prostitutas podem fazer, registro/licenciamento obrigatório e exames de saúde frequentes.
Algumas feministas pró-trabalho sexual apoiam a descriminalização e outras defendem a legalização, por razões distintas. As defensoras da descriminalização acreditam que todas as pessoas, incluindo os trabalhadores do sexo, têm direito aos mesmos direitos relativos à segurança, saúde e direitos humanos, e que leis penais ultrapassadas precisam ser reformadas para melhorar as condições de vida e trabalho dos trabalhadores do sexo. Elas argumentam que a descriminalização é mais benéfica para os trabalhadores do que a legalização, e que tanto a criminalização quanto a legalização fortemente regulada infringem a segurança e os direitos humanos dos trabalhadores. Muitas feministas que apoiam os trabalhadores do sexo preferem a descriminalização porque ela permite que as prostitutas iniciem seus próprios negócios e, segundo elas, a autodeterminação é um princípio fundamental da política feminista. Acreditam que a descriminalização promove responsabilidade, empoderamento, autoestima e autocuidado – valores feministas importantes. O objetivo de descriminalizar o trabalho sexual é que qualquer pessoa que exerça qualquer tipo de trabalho sexual seja tratada da mesma forma, com os mesmos direitos e responsabilidades, como qualquer outro trabalhador autônomo. Independentemente de apoiarem a descriminalização ou alguma forma de legalização, as feministas pró-trabalho sexual entendem que as leis atuais que cercam a prostituição em muitos países precisam ser alteradas, pois são prejudiciais às pessoas que atuam na indústria.[carece de fontes?]

### Trabalhadores sexuais transgêneros, não-binários e homens
As defensoras do trabalho sexual também apontam que muitos homens e indivíduos non-binary (não-binários) se envolvem voluntariamente no trabalho sexual por diversas razões. Homens gay e bisexual men (bissexuais), por exemplo, frequentemente veem o trabalho sexual como uma extensão lucrativa de suas vidas sexuais, chegando a utilizar o trabalho sexual para complementar suas rendas regulares. Esses trabalhadores do sexo afirmam que os defensores anti-trabalho sexual os prejudicam ao aprovar leis contrárias ao trabalho sexual e reduzir os serviços sociais administrados pelo Estado.
Ao discutir e teorizar sobre a prostituição, frequentemente se assume que os trabalhadores do sexo são mulheres cisgênero. Nos escritos de feministas abolicionistas, como Catharine MacKinnon, a linguagem empregada refere-se às mulheres que atuam como prostitutas, pois ela afirma: “Não apenas a prostituição é predominantemente realizada a mulheres por homens, mas cada aspecto dessa condição definiu o gênero feminino como tal e como inferior por séculos”. Textos feministas fundamentais que abordam a prostituição também a descrevem como criada com base na exploração das mulheres, sendo caracterizada, por exemplo, como “em sua essência, uma manifestação da violência masculina contra as mulheres”.
Há poucas pesquisas sobre trabalhadoras do sexo que não são cisgênero, e estudiosos mais recentes têm teorizado acerca de indivíduos transgêneros e não-binários que atuam no trabalho sexual. Esses teóricos constataram que, no que diz respeito à diversidade de gênero na literatura feminista, “todas as trabalhadoras do sexo trans são mulheres, e todos os trabalhadores do sexo masculinos são assumidos como cisgênero”. De modo geral, as feministas abolicionistas que se opõem à prostituição não comentam sobre trabalhadores do sexo que não sejam mulheres cisgênero, enquanto aquelas que defendem a legalização do trabalho sexual raramente abordam os trabalhadores trans e não-binários, tratando-os como um grupo de “interesse especial” em vez de integrá-los ao discurso sobre prostituição.

## Outras perspectivas
Existem muitas feministas cujas visões sobre a prostituição não se enquadram nem na perspectiva feminista anti‐prostituição nem na perspectiva sex-positiva, e, em alguns casos, são críticas de ambas. Essas autoras feministas criticaram o que consideram ser o debate improdutivo e frequentemente amargo que caracteriza a análise dicotômica da prostituição. Tais autoras ressaltam que, ao permitir que os argumentos sobre a prostituição sejam reduzidos a uma análise estagnada e a um debate teórico, as próprias feministas estão contribuindo para a marginalização das prostitutas, simplificando a natureza do trabalho que realizam e as circunstâncias pessoais que envolvem cada indivíduo.
A acadêmica feminista Laurie Shrage também criticou a natureza desorganizada das visões feministas sobre a prostituição. Shrage afirma que, na determinação de minar o patriarcado, as feministas pró-trabalho sexual defenderam uma desregulamentação imprudente e de “estilo Milton Friedman” das leis que cercam a prostituição, sem considerar as implicações que isso possa ter sobre as mulheres envolvidas no trabalho sexual – especialmente considerando que o comércio sexual tende a ser marcado por exploração e más condições de trabalho, questões estas que deveriam ser de extrema importância para qualquer feminista.

## Mercado do sexo ao redor do mundo

### África
Um grande número de mulheres e crianças é traficado da África para outras partes do mundo. Muitas dessas mulheres são traficadas para trabalhar como prostitutas. Sugeriu-se que a escala do tráfico pode dever-se, em parte, ao fato de muitos africanos não possuírem registro de nascimento e, consequentemente, não terem nacionalidade oficial, facilitando seu transporte através das fronteiras. Também se argumenta que o significativo impacto econômico negativo na África, decorrente desse tráfico, se combina com os altos níveis de pobreza e o baixo grau educacional já existentes no continente, ampliando ainda mais a oferta para os traficantes de seres humanos.

### Holanda: Amsterdã

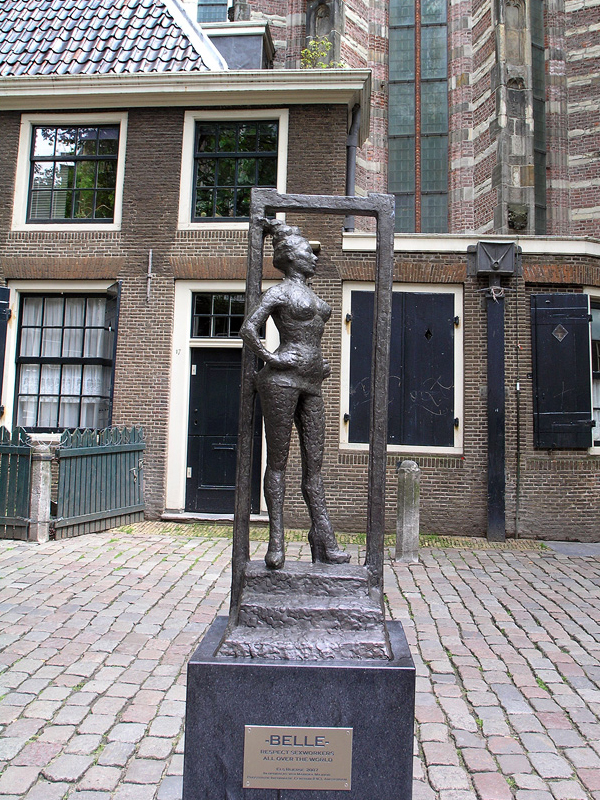
Estátua em homenagem aos trabalhadores do sexo do mundo. Instalado em março de 2007 em Amsterdã, no Oudekerksplein, em frente à Oude Kerk, no distrito da luz vermelha de Amsterdã (De Wallen). O título é Belle, e a inscrição diz “Respeite os trabalhadores do sexo em todo o mundo”.

O notável bairro de De Wallen em Amsterdã abriga o distrito da luz vermelha legalizado dos Países Baixos, que é um polo comercial para o mercado do sexo. Por meio da legalização e regulamentação do mercado do sexo, o governo holandês tem conseguido reduzir o crime organizado dentro do distrito da luz vermelha sem infringir os direitos dos trabalhadores do sexo, que ainda são protegidos pela lei. Embora as intenções sejam politicamente bem-intencionadas, a maioria das projeções para os projetos de descriminalização da região prevê o deslocamento e, consequentemente, o risco para os trabalhadores do sexo, o que parece comprovar o argumento das feministas liberais de que a estigmatização em nível governamental coloca as prostitutas em perigo.

### Tailândia
Em 1997, a Tailândia contava com aproximadamente duzentas mil mulheres e crianças envolvidas na prostituição. Estima-se que 11 por cento da renda interna bruta do país provém da prostituição. Isso significa que a prostituição se tornou uma fonte de receita necessária. Essa contradição no país surge porque ele se encontra preso entre visões tradicionais e modernas, devido à quantia de renda nacional bruta que a prostituição gera.

### Nova Zelândia
O Ato de Reforma da Prostituição de 2003 legalizou o trabalho sexual na Nova Zelândia.

## Leituras adicionais
- Ditmore, M. H. (2006). «Feminismo». Enciclopédia da Prostituição e do Trabalho Sexual. [S.l.]: Greenwood. pp. 154–159. ISBN 978-0-313-32968-5
- Spector, J., ed. (2006). Prostituição e Pornografia: Debate Filosófico sobre a Indústria do Sexo. [S.l.]: Stanford University Press. ISBN 978-0-8047-4937-4
- van der Meulen, E.;  et al., eds. (2013). Vendendo Sexo: Experiência, Advocacia e Pesquisa sobre Trabalho Sexual no Canadá. Vancouver: UBC Press. ISBN 9780774824484